# Toro de Ronda
El Toro de Ronda és una escultura ibero - romana datada al Segle I aC, i trobada als voltants de la localitat malaguenya de Ronda (Andalusia). L'obra està realitzada amb estètica ibera, però amb temàtica romana, la qual cosa la converteix en una peça clau per entendre el procés de romanització de la península ibèrica.

## Escultura
L'escultura va ser trobada als anys 20 en circumstàncies desconegudes - sembla que formava part del mur d'un cortijo - i conservada pel vicecònsol britànic de Jerez de la Frontera, el capità Guy Digwall-Willians.
Està realitzada sobre un únic bloc de pedra calcària tallat a esquadra. mesura 33,5 cm de longitud. Representa un toro en peus sobre un pedestal, amb un remarcament exagerat tant dels ulls com dels plecs del coll. Les potes són exageradament robustes per donar estabilitat a l'escultura. Sobre el llom del toro hi ha una cinta amb serrells que ha estat interpretada com un dorsuale romà, és a dir, un ornament amb el qual es consagraven els animals que anaven a ser sacrificats a una divinitat.
El tallat és bastant tosc i l'obra resulta de gran pesadesa estètica. Això és degut en part a la mala qualitat de la pedra utilitzada, ja que pot comprovar-se que les parts en les quals l'artista ha provat de fer un tallat més refinat -les banyes i els serrells del dorsuale- la pedra s'ha partit.

## Interpretació
L'obra presenta clars trets de les representacions zoomorfes de l'escultura ibèrica, com el gran marcatge amb què es representen els ulls i els plecs del coll. A més l'estil general i la forma de l'obra indica que va ser realitzada sens dubte per artistes indígenes.
L'interessant és que la presència en el llom del dorsuale representa sense cap dubte que la temàtica és un sacrifici romà, probablement una suovetaurilia (el sacrifici d'un porc, una ovella i un toro). Això indica l'acceptació per part de certs sectors de la població ibera de rituals, mites i ideologia romana, i ens permet comprovar l'avanç de la romanització.
S'han trobat indicis que al Ara de Palerm i al Temple de Vesta, es van poder fer ofrenes a la divinitat per mitjà d'escultures similars al toro de Ronda. Això portaria a interpretar aquesta escultura com una ofrena votiva que es col·locaria en la porta d'un temple o un santuari, substituint al sacrifici en si.